# Großer Rußweiher
Der Große Rußweiher ist ein See im Naturschutzgebiet Vogelfreistätte Großer Rußweiher im nordwestlichen Gemeindegebiet von Eschenbach in der Oberpfalz. Er ist der größte See der Eschenbacher Weiherplatte, zu der auch der fast vollständig verlandete Paulusweiher und die Rußlohe gehören. Der Weiher wird unter anderem vom Großen Penzenbach gespeist und entwässert in den Kleinen Rußweiher. Er wird für die Fischzucht genutzt und jährlich abgefischt.

## Naturschutzgebiet Vogelfreistätte Großer Rußweiher

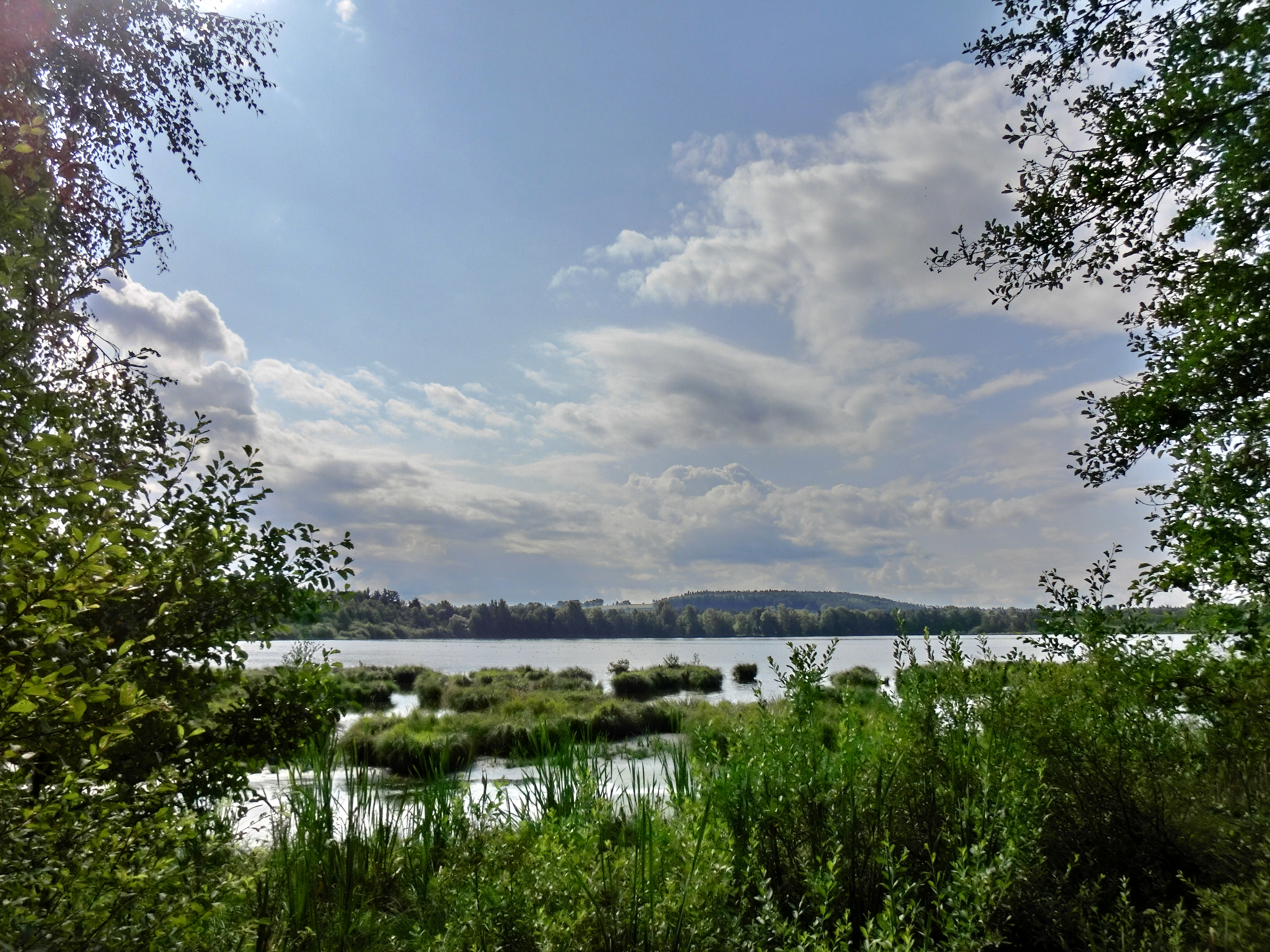
Naturschutzgebiet Großer Rußweiher

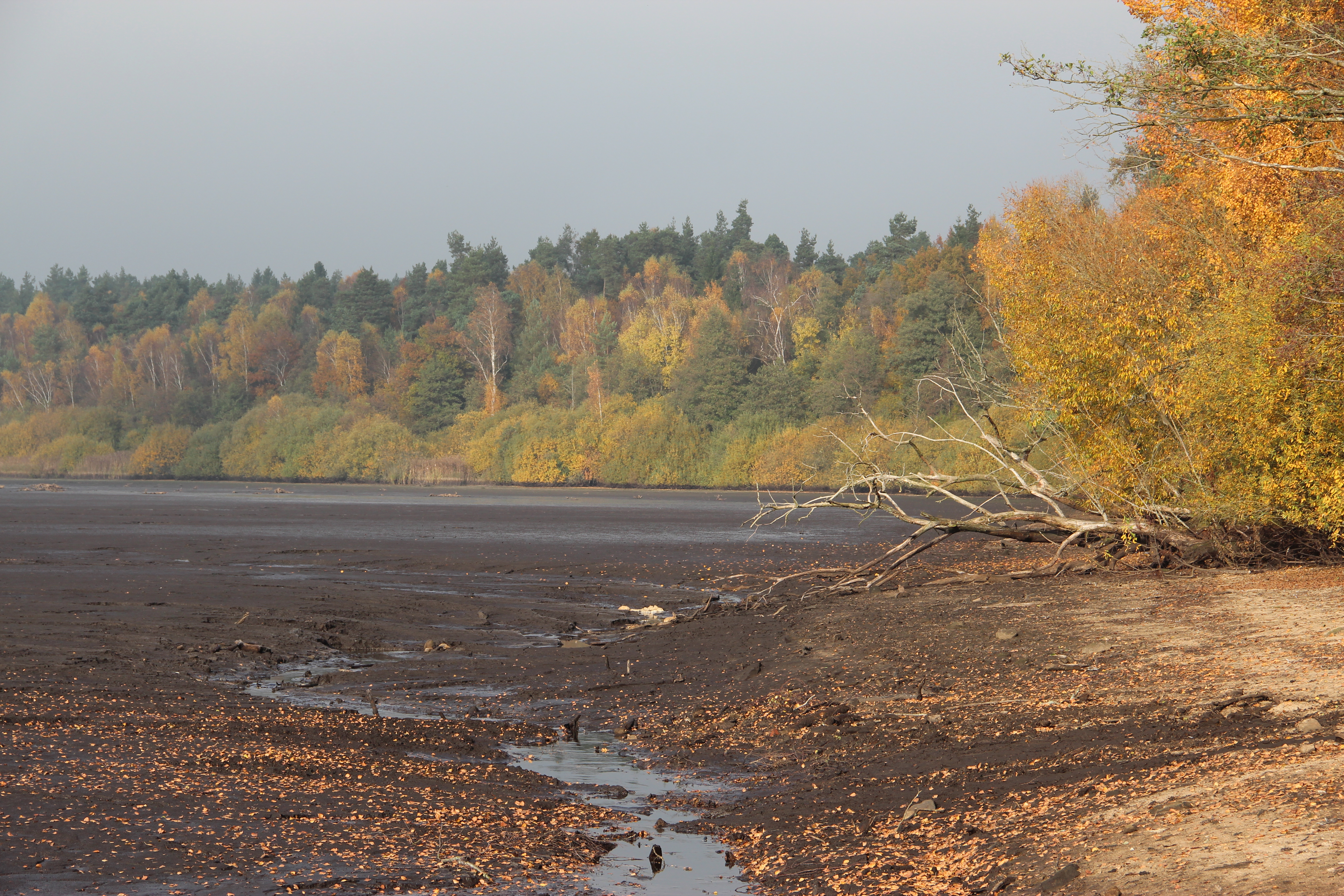
Abgelassener Weiher im Herbst 2016

Das Naturschutzgebiet Vogelfreistätte Großer Rußweiher ist Bestandteil einer bereits im 15. Jahrhundert angelegten Teichkette und Rückzugsgebiet für circa 100 Vogelarten. Es umfasst den Großen Rußweiher, den weitgehend vollständig verlandeten Paulusweiher und die Rußlohe. Das Gebiet ist für wassergebundene und amphibische Lebensgemeinschaften von Bedeutung.